# Patrick Gerritsen
Patrick Gerristen (Oldenzaal, 13 marzo 1987) è un ex calciatore olandese, di ruolo attaccante.

## Carriera
Con la Nazionale olandese Under-21 ha vinto il Campionato europeo di categoria svoltosi in Portogallo nel 2006.

## Palmarès

### Nazionale
- Campionato europeo Under-21: 1

2006

### Individuale
- Capocannoniere della Coppa d'Olanda: 1

2016